# Holocaust caníbal
Holocaust caníbal és una pel·lícula de terror italiana-colombiana de 1980 dirigida per Ruggero Deodato i basada en un guió de Gianfranco Clerici. Va ser filmada a la selva amazònica colombiana i mostra la història d'un grup de joves que hi viatgen per fer un documental. Després de diversos dies sense rebre notícies, un antropòleg hi va per cercar-los. El film és protagonitzat per Carl Gabriel Yorke, Francesca Ciardi, Perry Pirkanen, Lucca Barbareschi i Robert Kerman.
Les imatges gore i violentes van ser controvertides i la pel·lícula va ser prohibida en diversos països, incloent-hi Itàlia, Austràlia i el Regne Unit. Malgrat la seva violència, la pel·lícula és vista per alguns com una crítica social sobre la cruel naturalesa dels humans.

## Trama
Un grup de reporters joves, Alan Yates, la seva promesa Faye Daniels i dos càmeres, Jack Anders i Mark Tomaso, juntament amb el seu guia Felipe Ocaña, van a l'Amazones, denominat a la pel·lícula «Infern verd», per fer un documental sobre suposades tribus caníbals de la zona. Quan acaben els dies de termini i els joves no han tornat, l'antropòleg Harold Monroe viatja a la jungla per investigar què els va ocórrer. Després d'un llarg viatge al costat de dos guies, Chaco i Miguel, Monroe troba la tribu dels Yacumo, quan un nadiu fa el ritu per adulteri a la seva dona. Després d'espantar-lo amb armes de foc, van al seu llogaret i hi són rebuts per la tribu. Després d'aquesta trobada amb els Yacumo, descobreixen uns Shamatari atacant els Yanomamo, i Monroe al costat dels seus guies maten alguns Shamatari, tot salvant els altres indígenes. Els Yanomamo els condueixen al seu poblat i Monroe hi descobreix que els exploradors havien estat assassinats i menjats pels indígenes d'aquesta tribu. Les cintes i càmeres que havien portat estaven gairebé intactes, i poden recuperar-ne els enregistraments. Amb les cintes, Monroe torna a Nova York per poder mirar-les i ensenyar-ne el seu contingut a la cadena televisiva responsable del documental.